# スノープリンス合唱団
スノープリンス合唱団（スノープリンスがっしょうだん）は、2009年に結成されたジャニーズJr.内男性アイドルグループである。
ジャニーズ史上最年少ユニットで最年少CDデビューを果たす。
映画の宣伝および同映画の主題曲のために結成されたため、2010年1月までの期間限定ユニットとされていた。

## 略歴
2009年6月7日、「森本慎太郎w/スノープリンス合唱団」が『フォーラム新記録!!ジャニーズJr.1日4公演やるぞ!コンサート』で初お披露目される。
2009年10月7日発売の雑誌『Wink up』2009年11月号に「スノープリンス合唱団」として森本慎太郎、田中樹、岸本慎太郎、大塚祐哉、今野貴之、村治将之助の6人が掲載される。
2009年11月1日、森本慎太郎主演映画『スノープリンス 禁じられた恋のメロディ』の公開イベントでユニットが一般に初お披露目された。同年12月2日、デビューシングル「スノープリンス」をリリース。オリコンシングルチャートで初登場5位を記録した。
同年12月31日に行われた『第60回NHK紅白歌合戦』内の企画「こども紅白歌合戦」に出演した。

## メンバー
『Winkup』2009年11月号掲載時
- 森本慎太郎、田中樹、岸本慎太郎、大塚祐哉、今野貴之、村治将之助

『Myojo』2009年12月号掲載時
- 森本慎太郎、田中樹、岸本慎太郎、大塚祐哉、堀之内竜也、吉野翔太

2009年11月1日ユニット一般公開時
森本慎太郎をリーダーとした計11人
- 森本慎太郎、岸本慎太郎、中村嶺亜、栗田恵、大塚祐哉、堀之内竜也、岡田蒼生、羽場友紀、橋本涼、井上瑞稀、千野葵

## 作品

### シングル
1. スノープリンス（2009年12月2日発売）[11]
オリコンチャート初登場5位

#### 通常版
1. スノープリンス
  - 作詞：野島伸司、作曲：藤澤ノリマサ／クロード・ドビュッシー（ドビュッシー作曲『ベルガマスク組曲』の『月の光』より）、編曲：増田武史
  - 映画『スノープリンス 禁じられた恋のメロディ』主題歌
2. クリスマスソングメドレー
  - 編曲：H∧L
3. Bitter Moon
  - 作詞・作曲・編曲：BOUNCEBACK
4. クリスマスソングメドレー（オリジナル・カラオケ）

#### 初回版
1. スノープリンス
2. スノープリンス 合唱版
3. スノープリンス（オリジナル・カラオケ）
4. スノープリンス 合唱版（伴奏）

DVD
1. 「スノープリンス」 Music Clip

## 出演

### コンサート
- 年末ヤング東西歌合戦!東西Jr.選抜大集合2010!A.B.C-Z+ジャニーズJr.選抜 VS 中山優馬+関西Jr.選抜（2010年11月26日・27日、NHKホール）[3]